# Leidenschaft
Leidenschaft (с нем. — «страсть») — четырнадцатый студийный альбом швейцарской готик-метал-группы Lacrimosa. Релиз состоялся на лейбле Hall of Sermon 24 декабря 2021 года.
О работе над новым альбомом Lacrimosa объявила за несколько месяцев до его выхода, а в июле 2021 года на фестивале готической музыки Castle Party, ежегодно проходящем в средневековой крепости в окрестностях польского города Болькув, исполнила песню «Die Antwort ist Schweigen», взятую с будущей пластинки.
Название альбома стало известно из тизера, вышедшего в социальных сетях 12 ноября 2021 года. В том же месяце группа представила обложку альбома и тизер песни «Celebrate the Darkness». Всего в альбом вошло 10 композиций.
За месяц до выхода альбома группа выпустила песню и клип «Raubtier». Эксклюзивный ремикс этой песни вышел в декабрьском номере журнала Sonic Seducer. Leidenschaft попал на 26 место в национальном чарте Германии.
В октябре 2022 года вышел альбом Leidenschaft, Pt.2, состоящий из девяти новых версий песен оригинального альбома и одной новой песни «Abendlied». Оба альбома выпущены также совместно в коллекционном издании.

## Список композиций
Слова и музыка всех песен — Тило Вольфф, кроме «The Daughter of Coldness» — Анне Нурми.
| №                   | Название                         | Длительность |
| ------------------- | -------------------------------- | ------------ |
| 1.                  | «Liebe über Leben»               | 6:10         |
| 2.                  | «Führ mich nochmal in den Sturm» | 5:58         |
| 3.                  | «Kulturasche»                    | 4:22         |
| 4.                  | «The Daughter of Coldness»       | 4:30         |
| 5.                  | «Raubtier»                       | 4:46         |
| 6.                  | «Die Antwort ist Schweigen»      | 6:22         |
| 7.                  | «Celebrate the Darkness»         | 5:20         |
| 8.                  | «Augenschein»                    | 4:48         |
| 9.                  | «Die Liebenden»                  | 4:11         |
| 10.                 | «Exodus»                         | 8:21         |
| Общая длительность: | Общая длительность:              | 54:48        |

| №                   | Название                         | Длительность |
| ------------------- | -------------------------------- | ------------ |
| 1.                  | «Liebe über Leben»               | 7:37         |
| 2.                  | «Führ mich nochmal in den Sturm» | 5:29         |
| 3.                  | «Abendlied»                      | 4:31         |
| 4.                  | «The Daughter of Coldness»       | 3:34         |
| 5.                  | «Raubtier»                       | 3:09         |
| 6.                  | «Die Antwort ist Schweigen»      | 4:51         |
| 7.                  | «Celebrate the Darkness»         | 5:37         |
| 8.                  | «Augenschein»                    | 6:18         |
| 9.                  | «Die Liebenden»                  | 4:50         |
| 10.                 | «Exodus»                         | 9:56         |
| Общая длительность: | Общая длительность:              | 55:52        |

## Участники записи
Lacrimosa
- Тило Вольфф (нем. Tilo Wolff) — вокал
- Анне Нурми (фин. Anne Nurmi) — вокал, клавишные